# Ludwig Eisenberger (Bildhauer)

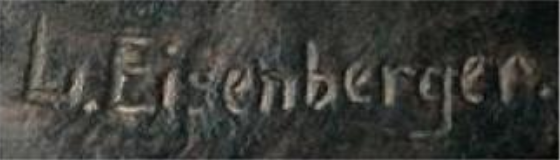
Signatur von Ludwig Eisenberger

Ludwig Eisenberger war ein deutscher Bildhauer, der von 1895 bis 1920 in Berlin tätig war.

## Leben und Werk
Über das Leben Eisenbergers ist wenig bekannt. Er war von 1895 bis 1920 als Bildhauer in Berlin tätig, wo er zahlreiche Statuetten aus Bronze schuf, die oftmals von der dort ansässigen Gießerei Gladenbeck handwerklich umgesetzt wurden. 
Die Magdeburger Kunstanstalt Reps & Trinte vertrieb Entwürfe Eisenbergers. Seine Arbeiten zeigten vielfach männliche und weibliche Akte und trugen Titel wie
- Junger Krieger mit Speer
- Weiblicher Akt mit Muschel, 1910
- Männerakt mit Peitsche
- Badende
- Hüttenwerker
- Sklave mit Löwen
- Athlet als Krieger, um 1900
- Gladiator mit zwei Tigern
- Stehender germanischer Krieger über römischem Feldzeichen
- Stehender Florettfechter, die Klinge seiner Waffe prüfend
- Fechter
- Bogenschütze
- Gänselies
- Stehender Jüngling im Lendenschurz mit Kurzschwert und Lorbeerkranz
- Krieger mit Schild
- Reiterbildnis des Bartolomeo Colleoni
- Triumphierender Gallier

Auf der Großen Berliner Kunstausstellung zeigte Eisenberger 1900 eine weibliche Bronzefigur.

Arbeiten Eisenbergers aus dem Sortimentskatalog von Reps & Trinte, um 1900
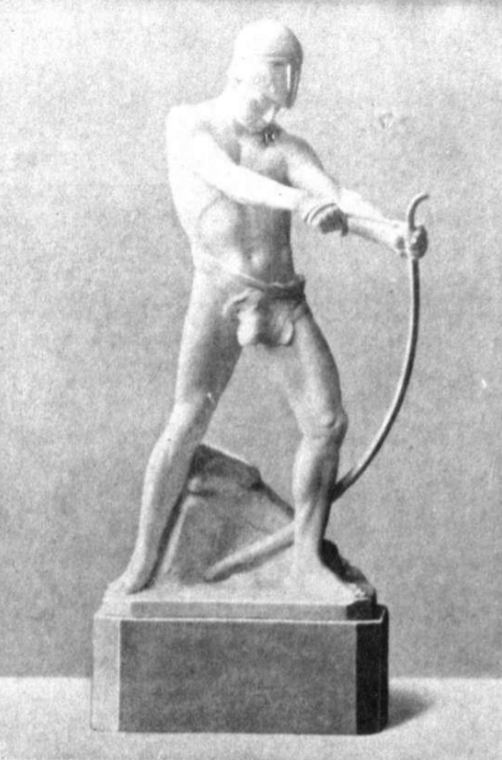
Bogenbinder, Eisenberger
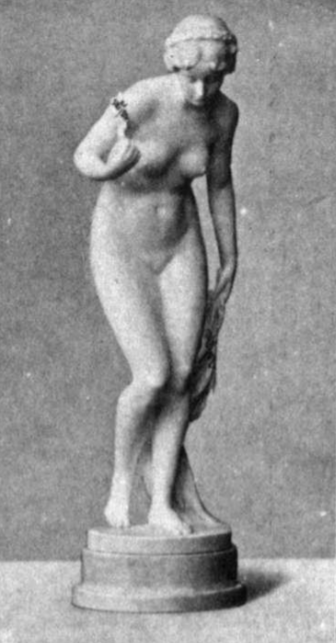
Die Badende, Eisenberger
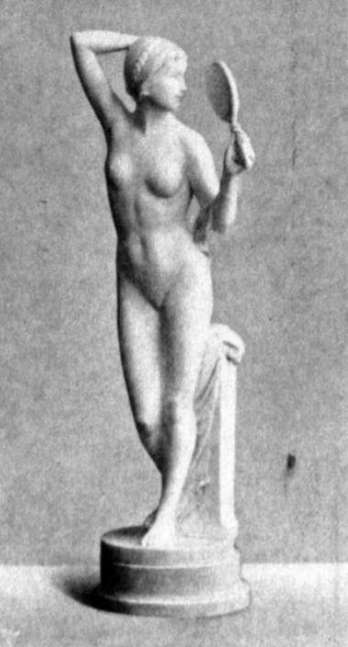
Die Jugend, Eisenberger